# آنا داوتی آباملیک-لازارف
آنا داوتی آباملیک-لازارف (ارمنی: Աննա Դավթի Աբամելիք-Լազարևա (Լազարյան)؛ انگلیسی: Anna Davidovna Abamelik-Lazareva؛ ۱۵ آوریل ۱۸۱۴ – ۲۵ نوامبر ۱۸۸۹) مترجم، ندیمه و چهره socialite و اجتماعی ارمنی‌تبار اهل امپراتوری روسیه بود.

## زندگی‌نامه
وی در ۱۵ آوریل ۱۸۱۴ در سن پترزبورگ به دنیا آمد. وی دختر داویت سیمونی آباملیک بود. آنا دوست و مترجم الکساندر پوشکین بود. وی با ایراکلی باراتینسکی، فرماندار کازان ازدواج نمود. وی در ۲۵ نوامبر ۱۸۸۹ در سن ۷۵ سالگی در سن پترزبورگ درگذشت.